# Edward Winchester
Edward Winchester (Saint John, 16 dicembre 1970 – Hanover, 22 aprile 2020) è stato un canottiere canadese.

## Palmarès
- Campionati del mondo di canottaggio

Motherwell 1996 - bronzo nell'otto pesi leggeri;
Aiguebelette 1997 - bronzo nell'otto pesi leggeri;
Zagabria 200 - oro nel due senz pesi leggeri.